# Calvaria de Cima
Calvaria de Cima es una freguesia portuguesa del municipio de Porto de Mós, con 10,11 km² de superficie y  habitantes (2001). Su densidad de población es de 215,5 hab/km².